# (27588) Wegley
(27588) Wegley est un astéroïde de la ceinture principale d'astéroïdes.

## Description
(27588) Wegley est un astéroïde de la ceinture principale d'astéroïdes. Il fut découvert le 22 décembre 2000 à Socorro (Nouveau-Mexique) par le projet LINEAR. Il présente une orbite caractérisée par un demi-grand axe de 2,78 UA, une excentricité de 0,01 et une inclinaison de 4,6° par rapport à l'écliptique.

## Compléments